# Schwarzspanner

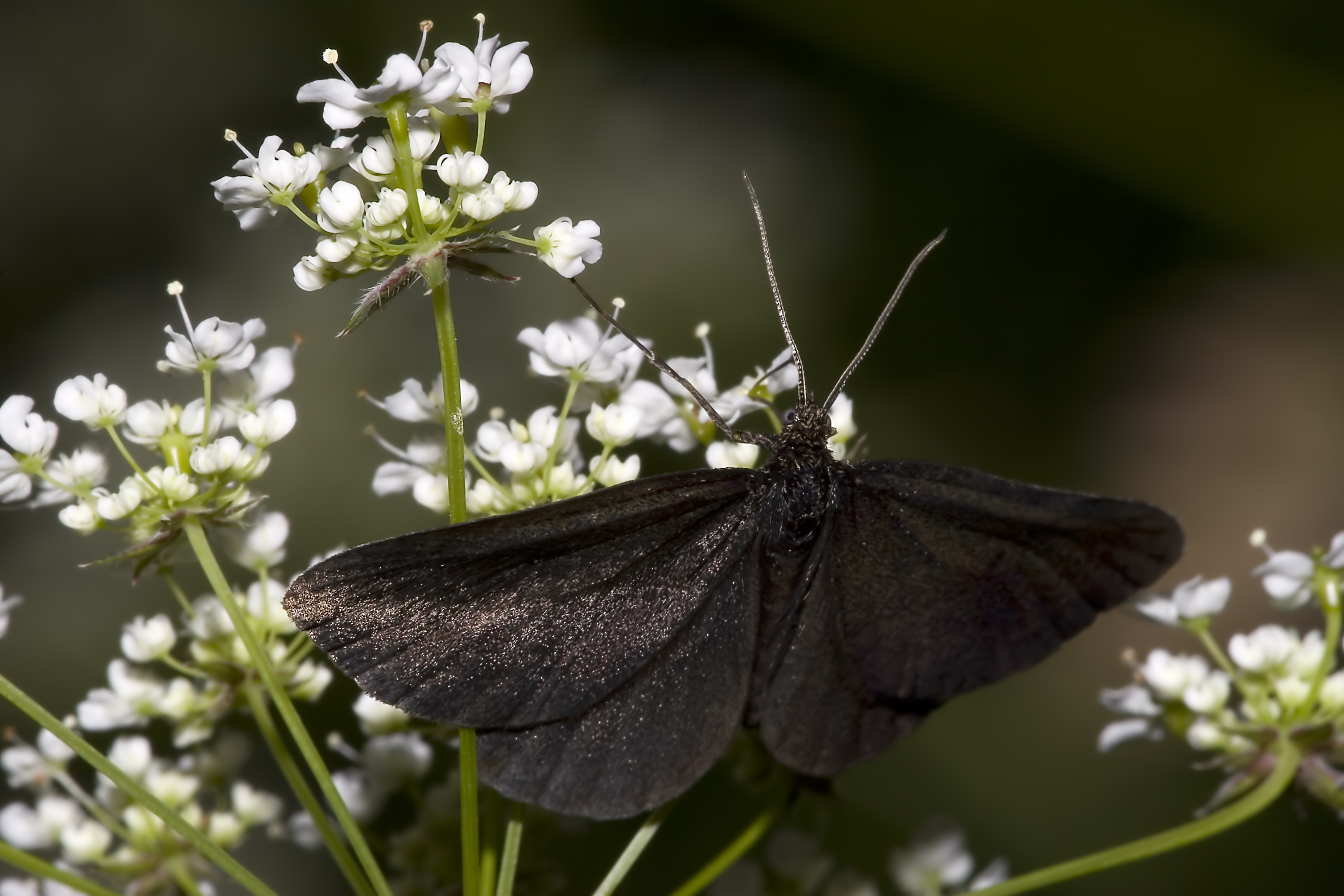
Bei älteren, abgeflogenen Tieren, fehlen die Fransen und damit auch der weiße Apikalsaum.

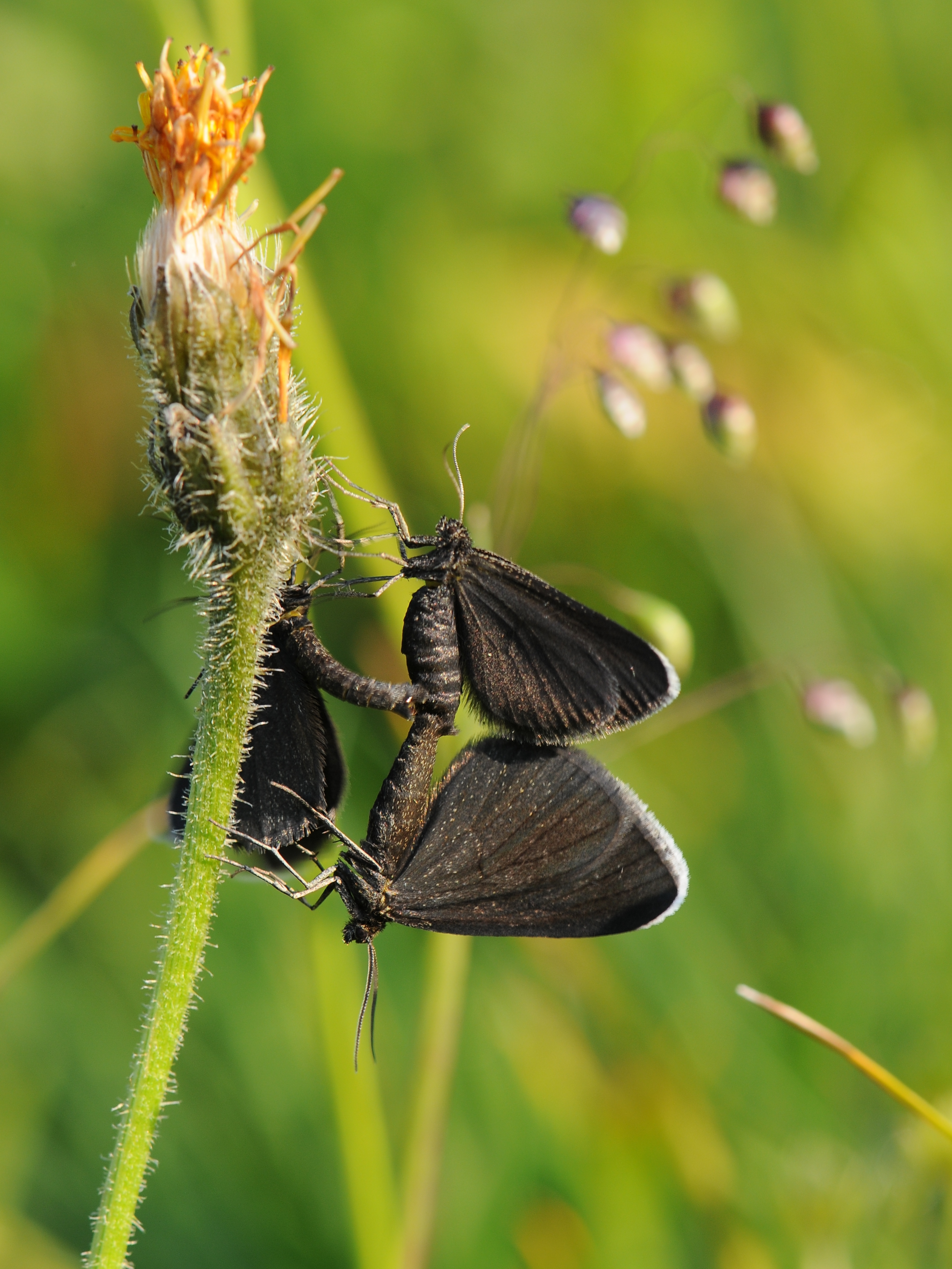
Zu dritt

Der Schwarzspanner (Odezia atrata) ist ein Schmetterling (Nachtfalter) aus der Familie der Spanner (Geometridae). Im schwäbischen Sprachraum wird er auch als Kaminfegerle bezeichnet.

## Merkmale
Die Falter erreichen eine Flügelspannweite von 23 bis 27 Millimetern und besitzen zeichnungslose schwarze Vorder- und Hinterflügel. Lediglich die Fransen der Vorflügel sind an der Flügelspitze (Apex) weiß. Die Form Odezia atrata f. nigerrima hat schwarze Apexfransen.

## Verbreitung
Der Schwarzspanner ist in Europa weit verbreitet. Sein Verbreitungsgebiet reicht von der Iberischen Halbinsel über West- und Mitteleuropa und die Britischen Inseln bis Sachalin und in das Amur-Ussuri-Gebiet. Im Norden erstreckt sich das Verbreitungsgebiet bis in das mittlere Fennoskandien, im Süden sind die Falter von Italien bis zum Balkan zu finden. In Österreich ist die früher oft sehr massenhaft auftretende Art heute vielerorts selten geworden, viele Populationen sind erloschen.
Imaginalhabitate sind Grabenränder, feuchte Wiesen, Auen, Moorwiesen und Moore, Teich- und Seengebiete, sowie Wald- und Bergwiesen. An trockenen Orten und in der warmen Ebene ist die Art selten oder kommt gar nicht vor.

## Lebensweise
Die Eier werden von den Weibchen in die Vegetation fallen gelassen. Die Eier überwintern, aus ihnen schlüpfen im Frühjahr die Raupen, diese leben einzeln an Taumel-Kälberkropf (Chaerophyllum temulum), Gold-Kälberkropf (Chaerophyllum aureum), Behaartem Kälberkropf (Chaerophyllum hirsutum) und Wiesenkerbel (Anthriscus sylvestris).
Die Puppenruhe beträgt 12 bis 32 Tage.
Die Falter sind tagaktiv und können häufig auf Blüten beobachtet werden. Dabei wurden sie Nektar saugend an Gras-Sternmiere (Stellaria graminea), Weiß-Klee (Trifolium repens), Pyramiden-Hundswurz (Anacamptis pyramidalis), Jakobs-Greiskraut (Senecio jacobaea), Magerwiesen-Margerite (Leucanthemum vulgare), Wiesen-Flockenblume (Centaurea jacea), Breitblättrigem Knabenkraut (Dactylorhiza majalis), Schnittlauch (Allium schoenoprasum), Gewöhnlichem Liguster (Ligustrum vulgare), Gewöhnlichem Hornklee (Lotus corniculatus), Acker-Witwenblume (Knautia arvensis), Sumpf-Kratzdistel (Cirsium palustre), Schlangen-Knöterich (Polygonum bistorta) und Kerbel (Anthriscus) beobachtet.
In der Literatur wird wiederholt von Massenvermehrungen berichtet.

### Flug- und Raupenzeiten
Der Schwarzspanner fliegt in einer Generation von Ende Mai bis Ende Juli. Die Falter sind sowohl nacht- als auch tagaktiv und werden gelegentlich auch am Licht beobachtet. Die Raupen können von Mai bis Juni angetroffen werden.

## Systematik

### Unterarten
- Odezia atrata atrata (Linnaeus, 1758)[6]
- Odezia atrata meridionalis Reisser, 1935[7]
- Odezia atrata pyrenaica Gumppenberg, 1887[8]

### Synonyme
- Phalaena atrata Linnaeus, 1758[1]
- Phalaena chaerophyllata Linnaeus, 1767[8]
- Baptaria chaerophyllaria, Hübner, [1825][8]